# Khūnīq
Khūnīq (persiska: خُونيَق, خونيق, کوتیه, Kūtīyeh) är en ort i Iran.   Den ligger i provinsen Östazarbaijan, i den nordvästra delen av landet, 500 km nordväst om huvudstaden Teheran. Khūnīq ligger 1 417 meter över havet och antalet invånare är 783.
Terrängen runt Khūnīq är huvudsakligen kuperad, men åt nordost är den platt.Runt Khūnīq är det ganska glesbefolkat, med 32 invånare per kvadratkilometer. Närmaste större samhälle är Ahar, 7,6 km nordost om Khūnīq. Trakten runt Khūnīq består i huvudsak av gräsmarker.